# 100 mètres haies aux Jeux olympiques d'été de 2016
Pour un article plus général, voir Athlétisme aux Jeux olympiques d'été de 2016.
Navigation
Londres 2012 Tokyo 2020
L'épreuve du 100 mètres haies aux Jeux olympiques de 2016 se déroule les 16 et 17 août 2016 au Stade olympique de Rio de Janeiro, au Brésil. Elle est remportée par l'Américaine Brianna Rollins dans le temps de 12 s 48. Cindy Ofili et sa sœur Tiffany Porter participent à la finale.

## Résultats

### Finale
| Rang               | Athlète         | Pays            | Temps | Notes |
| ------------------ | --------------- | --------------- | ----- | ----- |
| Médaille d'or      | Brianna Rollins | États-Unis      | 12.48 |       |
| Médaille d'argent  | Nia Ali         | États-Unis      | 12.59 |       |
| Médaille de bronze | Kristi Castlin  | États-Unis      | 12.61 |       |
| 4                  | Cindy Ofili     | Grande-Bretagne | 12.63 | SB    |
| 5                  | Cindy Roleder   | Allemagne       | 12.74 |       |
| 6                  | Pedrya Seymour  | Bahamas         | 12.76 |       |
| 6                  | Tiffany Porter  | Grande-Bretagne | 12.76 |       |
| 8                  | Phylicia George | Canada          | 12.89 |       |

### Demi-finales

#### Demi-finale 1
| Rang | Athlète            | Pays            | Temps | Notes |
| ---- | ------------------ | --------------- | ----- | ----- |
| 1    | Brianna Rollins    | États-Unis      | 12.47 | Q     |
| 2    | Pedrya Seymour     | Bahamas         | 12.64 | Q     |
| 3    | Cindy Roleder      | Allemagne       | 12.69 | q     |
| 4    | Tiffany Porter     | Grande-Bretagne | 12.82 | q     |
| 5    | Shermaine Williams | Jamaïque        | 12.86 |       |
| 6    | Andrea Ivančević   | Croatie         | 12.93 |       |
| 7    | Sandra Gomis       | France          | 13.23 |       |
| 8    | Alina Talay        | Biélorussie     | 13.66 |       |

#### Demi-finale 2
| Rang | Athlète               | Pays       | Temps | Notes |
| ---- | --------------------- | ---------- | ----- | ----- |
| 1    | Nia Ali               | États-Unis | 12.65 | Q     |
| 2    | Phylicia George       | Canada     | 12.77 | Q     |
| 3    | Oluwatobiloba Amusan  | Nigeria    | 12.91 |       |
| 4    | Nadine Hildebrand     | Allemagne  | 12.95 |       |
| 5    | Clélia Reuse          | Suisse     | 12.96 |       |
| 6    | Nooralotta Neziri     | Finlande   | 13.04 |       |
| 7    | Nickiesha Wilson      | Jamaïque   | 13.14 |       |
|      | Jasmine Camacho-Quinn | Porto Rico | DQ    |       |

#### Demi-finale 3
| Rang | Athlète           | Pays            | Temps | Notes |
| ---- | ----------------- | --------------- | ----- | ----- |
| 1    | Kristi Castlin    | États-Unis      | 12.63 | Q     |
| 2    | Cindy Ofili       | Grande-Bretagne | 12.71 | Q     |
| 3    | Isabelle Pedersen | Norvège         | 12.88 |       |
| 4    | Pamela Dutkiewicz | Allemagne       | 12.92 |       |
| 5    | Megan Simmonds    | Jamaïque        | 12.95 |       |
| 6    | Cindy Billaud     | France          | 13.03 |       |
|      | Nikkita Holder    | Canada          | DQ    |       |
|      | Anne Zagré        | Belgique        | DQ    |       |

### Séries
Les 3 premières de chaque série (Q) et les 6 meilleurs temps (q) se qualifient pour les demi-finales.

#### Série 1
| Rang | Athlète            | Pays       | Temps | Notes |
| ---- | ------------------ | ---------- | ----- | ----- |
| 1    | Kristi Castlin     | États-Unis | 12.68 | Q     |
| 2    | Anne Zagré         | Belgique   | 12.85 | Q     |
| 3    | Nooralotta Neziri  | Finlande   | 12.88 | Q     |
| 4    | Shermaine Williams | Jamaïque   | 12.95 | q     |
| 5    | Susanna Kallur     | Suède      | 13.04 |       |
| 6    | Caridad Jerez      | Espagne    | 13.26 |       |
| 7    | Katy Sealy         | Belize     | 15.79 |       |
| NC   | Mulern Jean        | Haïti      | NC    | DSQ   |

#### Série 2
| Rang | Athlète               | Pays        | Temps | Notes |
| ---- | --------------------- | ----------- | ----- | ----- |
| 1    | Nia Ali               | États-Unis  | 12.76 | Q     |
| 2    | Phylicia George       | Canada      | 12.83 | Q     |
| 3    | Pedrya Seymour        | Bahamas     | 12.85 | Q     |
| 4    | Shuijiao Wu           | Chine       | 13.03 |       |
| 5    | Maila Machado         | Brésil      | 13.09 |       |
| 6    | Michelle Jenneke      | Australie   | 13.26 |       |
| 7    | Ekaterina Poplavskaya | Biélorussie | 13.45 |       |
| 8    | Beate Schrott         | Autriche    | 13.47 |       |

#### Série 3
| Rang | Athlète               | Pays            | Temps | Notes |
| ---- | --------------------- | --------------- | ----- | ----- |
| 1    | Cindy Ofili           | Grande-Bretagne | 12.75 | Q     |
| 2    | Nadine Hildebrand     | Allemagne       | 12.84 | Q     |
| 3    | Isabelle Pedersen     | Norvège         | 12.86 | Q, PB |
| 4    | Andrea Ivančević      | Croatie         | 12.90 | q, SB |
| 5    | Brigitte Merlano      | Colombie        | 13.09 |       |
| 6    | Angela Whyte          | Canada          | 13.09 |       |
| 7    | Elisávet Pesirídou    | Grèce           | 13.10 |       |
| 8    | Anastassiya Pilipenko | Kazakhstan      | 13.29 |       |

#### Série 4
| Rang | Athlète          | Pays            | Temps | Notes |
| ---- | ---------------- | --------------- | ----- | ----- |
| 1    | Cindy Roleder    | Allemagne       | 12.86 | Q     |
| 2    | Tiffany Porter   | Grande-Bretagne | 12.87 | Q     |
| 3    | Nickiesha Wilson | Jamaïque        | 12.89 | Q, SB |
| 4    | Clélia Reuse     | Suisse          | 12.91 | q     |
| 5    | Cindy Billaud    | France          | 12.98 | q     |
| 6    | Kierre Beckles   | Barbade         | 13.01 |       |
| 7    | Hanna Plotitsyna | Ukraine         | 13.12 |       |
| 8    | Marthe Koala     | Burkina Faso    | 13.41 |       |

#### Série 5
| Rang | Athlète               | Pays        | Temps | Notes |
| ---- | --------------------- | ----------- | ----- | ----- |
| 1    | Jasmine Camacho-Quinn | Porto Rico  | 12.70 | Q     |
| 2    | Alina Talay           | Biélorussie | 12.74 | Q     |
| 3    | Pamela Dutkiewicz     | Allemagne   | 12.90 | Q     |
| 4    | Nikkita Holder        | Canada      | 12.92 | q, SB |
| 5    | Oluwatobiloba Amusan  | Nigeria     | 12.99 | q     |
| 6    | Karolina Koleczek     | Pologne     | 13.04 |       |
| 7    | Oksana Shkurat        | Ukraine     | 13.22 |       |
| 8    | Yvette Lewis          | Panamá      | 13.35 |       |

#### Série 6
| Rang | Athlète               | Pays               | Temps | Notes |
| ---- | --------------------- | ------------------ | ----- | ----- |
| 1    | Brianna Rollins       | États-Unis         | 12.54 | Q     |
| 2    | Megan Simmonds        | Jamaïque           | 12.81 | Q     |
| 3    | Sandra Gomis          | France             | 13.04 | Q     |
| 4    | Nadine Visser         | Pays-Bas           | 13.07 |       |
| 5    | Fabiana Moraes        | Brésil             | 13.22 |       |
| 6    | Valentina Kibalnikova | Ouzbékistan        | 13.29 |       |
| 7    | Olena Yanovska        | Ukraine            | 13.32 |       |
| NC   | Reïna-Flor Okori      | Guinée équatoriale | NC    | DNS   |

## Légende
Records et Performances
- AR : Record continental (area record)
- CR : Record des championnats (championship record)
- MR : Record du meeting (meet record)
- NR : Record national (national record)
- OR : Record olympique (olympic record)
- PR : Record paralympique (paralympic record)
- PB : Record personnel (personal best)
- SB : Meilleure performance personnelle de la saison (season's best)
- WL : Meilleure performance mondiale de l'année (world leader)
- WJR : Record du monde junior (world junior record)
- WR : Record du monde (world record)

Circonstances et Conditions
- DNF : N'a pas terminé (did not finish)
- DNS : N'a pas pris le départ (did not start)
- DQ : Disqualification (disqualification)
- NM : Aucun essai valable enregistré (No Mark)
- Q : Qualifié « directement » au prochain tour (ou à la prochaine compétition), lors d'une compétition majeure, grâce au classement ou à la réalisation des minima (automatic qualifier)
- q : Qualifié au prochain tour (ou à la prochaine compétition), lors d'une compétition majeure, grâce au repêchage ou à la réalisation de l'une des meilleures performances parmi celles des « non qualifiés directement » (grâce au meilleur temps ou à la meilleure distance par exemple) (secondary qualifier)